# Internationale Beziehungen
Das Fach Internationale Beziehungen (IB; englisch International Relations, IR) bzw. Internationale Angelegenheiten (IA; engl. International Affairs, IA) bzw. Global Studies (GS) bzw. International Studies (IS) befasst sich mit den Studien der Politik, Ökonomie und Jurisprudenz auf einer globalen Ebene. Sie bildet folglich eine Disziplin bestehend aus der Politikwissenschaft – die sich traditionell mit den Beziehungen zwischen Staaten beschäftigt – sowie der Wirtschaftswissenschaft und der Rechtswissenschaft. In den letzten Jahrzehnten hat sich der Fokus auch auf das Verhältnis von staatlichen und nichtstaatlichen Akteuren zueinander erweitert. Zu letzteren können beispielsweise transnationale Unternehmen oder Organisationen gehören. Da es sich um eine Teildisziplin der Politikwissenschaft handelt, ist Internationale Beziehungen ein eigenständiger Begriff und wird damit großgeschrieben.
Die sozialwissenschaftliche Erforschung der internationalen Politik begann nach dem Ersten Weltkrieg und durchlief bis zum Beginn des 21. Jahrhunderts drei große paradigmatische, also grundsätzliche Debatten, durch die sich langfristig mehrere Denkschulen etabliert haben. Diese sind selbst von mehreren heterogenen Strömungen durchsetzt, die miteinander häufig im Widerspruch stehen, sich dabei aber auf dieselben Grundannahmen berufen. Daher weisen die Internationalen Beziehungen einen hohen theoretischen Gehalt und eine große Interdisziplinarität auf, die sich vor allem über die Politikwissenschaft, Wirtschaftswissenschaft, Rechtswissenschaft, Geschichtswissenschaft, die Psychologie und die Anthropologie erstreckt.

## Geschichte der Internationalen Beziehungen als wissenschaftliche Disziplin

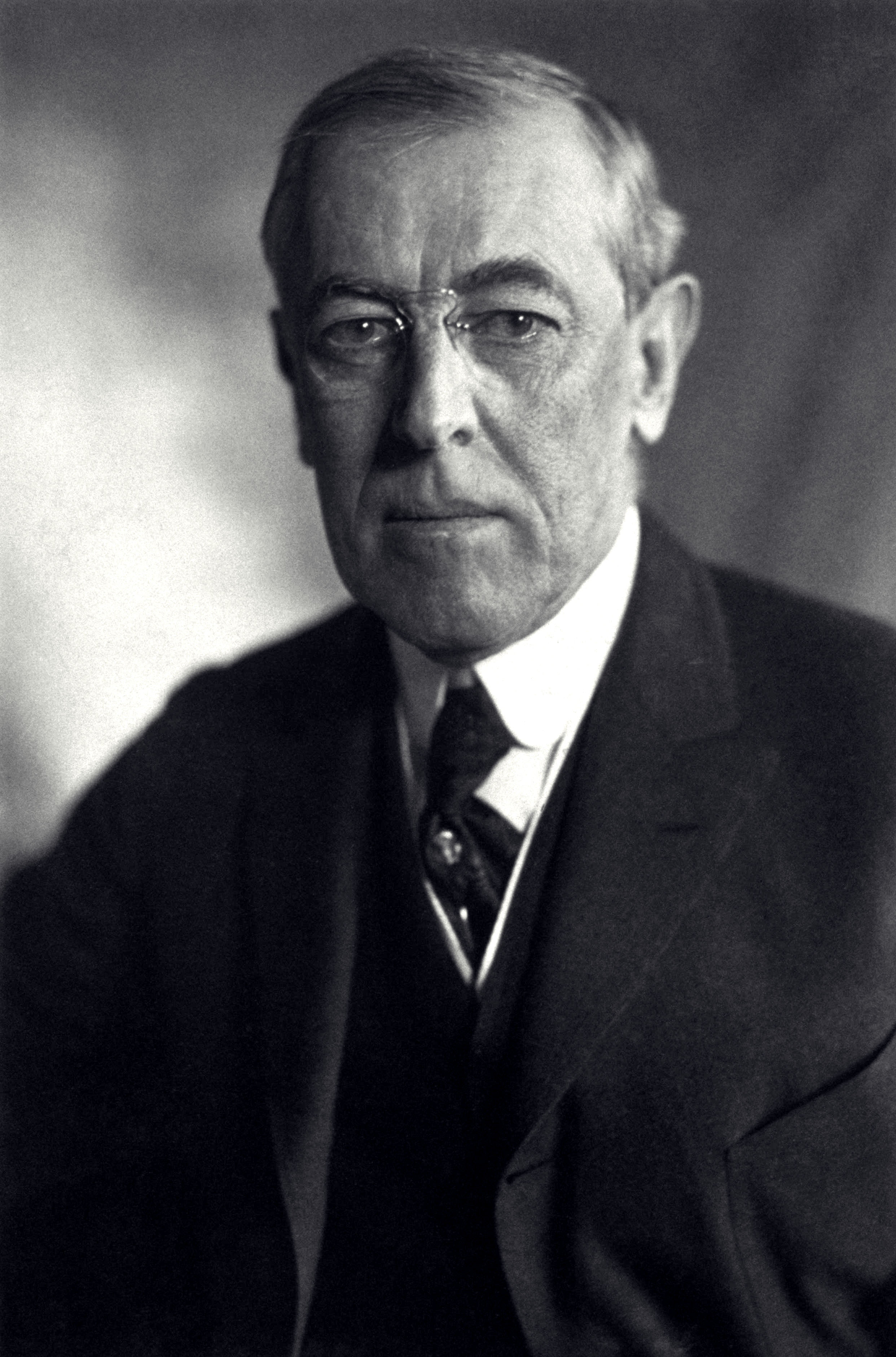
Woodrow Wilson (1919)

Theoretisch-philosophisches Nachdenken über zwischenstaatliche Beziehungen reicht weit in die Geschichte zurück und ist mit Namen aus Politischer Theorie und Ideengeschichte wie Thukydides, Aristoteles, Machiavelli, Hobbes oder Kant verbunden. Als wissenschaftliche Disziplin entstanden die IB nach dem Ende des Ersten Weltkrieges. Am 30. Mai 1919 vereinbarten die amerikanische und die britische Delegation auf der Pariser Friedenskonferenz die Gründung von wissenschaftlichen Instituten zur Erforschung der internationalen Beziehungen. Daraufhin entstanden 1920 das British Institute of International Affairs, das ab 1926 Royal Institute of International Affairs hieß, und das American Institute of International Affairs, das bald mit dem Council on Foreign Relations zusammengelegt wurde. Es folgten die Einrichtung von wissenschaftlichen Institutionen in verschiedenen Ländern, deren Hauptaufgabe die Erforschung von Kriegsursachen war. Schon 1919 war der weltweit erste den Internationalen Beziehungen gewidmete Lehrstuhl an der walisischen Aberystwyth University eingerichtet worden.
Anfangs war der (nachträglich so etikettierte) Idealismus (auch Liberalismus in den Internationalen Beziehungen genannt) die einzige Denkrichtung der Disziplin. Entscheidend für seine Etablierung war die Initiative des amerikanischen Präsidenten Woodrow Wilson, die er in seinem 14-Punkte-Programm zum Ausdruck brachte: Ende der Geheimdiplomatie, Freiheit der Meere, Freihandel, Abrüstung, friedliche Schlichtung von Kolonialkonflikten und Gründung eines Völkerbundes als Instrument der kollektiven Sicherheit. Der Idealismus basiert auf Fortschritts- und Vernunftglauben. Langfristig müsse die Durchsetzung des Vernunftprinzips zu einer besseren Welt führen, in der jeder Konflikt und jeder Interessengegensatz kooperativ durch Kompromiss und Ausgleich lösbar ist.
Das idealistische Denken in den Internationalen Beziehungen wurde erstmals 1939 von Edward Hallett Carr, der 1936 auf den Wilson-Lehrstuhl der Aberystwyth University berufen worden war, in Frage gestellt. In seinem Buch The Twenty Years’ Crisis befand er, dass die 20 krisenhaften Jahre von 1919 bis 1939 trotz Völkerbund, idealistischer Politikberatung und Appeasement-Politik keine friedliche Welt geschaffen hätten. Er kritisierte das Fehlen des Faktors „Macht“ in der idealistischen Theorie. Mit dem Buch erwarb sich Carr den Ruf, einer der Gründerväter des Realismus in den Internationalen Beziehungen zu sein.
Nach dem Zweiten Weltkrieg wurden unter amerikanischer Führung die UNO, die Weltbank und der Weltwährungsfonds noch weitgehend im Geiste des Idealismus gegründet, doch vor dem Hintergrund des Ost-West-Konfliktes kam es zur „faktischen Neugründung der akademischen Disziplin Internationale Beziehungen“, in der nun der Realismus dominierte. Für die Etablierung des neuen Paradigmas bahnbrechend waren die Schriften Hans Morgenthaus, besonders das Buch Politics Among Nations aus dem Jahr 1948 bekam Lehrbuchcharakter. Der Realismus wurde zu keinem monolithischen Theorieblock, doch einige Grundannahmen werden von allen Vertretern der realistischen Schule geteilt: Internationale Politik beruht auf Kooperationen oder Konflikten von Gruppen; im Wesentlichen sind diese Gruppen durch ihre eigenen Interessen motiviert („Egoismus“);  die Interaktion zwischen den Gruppen verläuft beständig vor dem Hintergrund eines möglichen Gebrauchs materieller Macht, mit der Zwang ausgeübt werden kann („Machtzentrismus“).
Als Hauptströmungen der Internationalen Beziehungen gelten:
- seit dem Ersten Weltkrieg: Idealismus (auch Liberalismus oder liberaler Internationalismus genannt) (Norman Angell, Woodrow Wilson)
- seit dem Zweiten Weltkrieg: Realismus (Hans Morgenthau)
- 1940er: Funktionalismus (David Mitrany)
- 1950er: Neofunktionalismus (Ernst B. Haas), Transaktionalismus (Karl W. Deutsch)
- 1970er: Neoliberaler Institutionalismus (= Neoliberalismus) (Robert O. Keohane) mit den Bestandteilen Interdependenztheorie und Regimetheorie
- 1980er: Neorealismus (auch struktureller Realismus genannt) (Kenneth Waltz)
- 1990er: (Sozial-)Konstruktivismus (Alexander Wendt)
- 2000er: Domestic Politics Ansätze (Andrew Moravcsik, Peter A. Hall etc.)

Neben diesen Hauptströmungen existieren weitere nennenswerte Ansätze wie der Neogramscianismus, die Staatenkartelltheorie, Englische Schule, Feministische Theorien der Internationalen Beziehungen und Postmoderne Ansätze.
Die Internationalen Beziehungen waren vor allem bis zum Ende des Kalten Krieges als eine „US-amerikanische Sozialwissenschaft“ oder angelsächsisch dominierte Sozialwissenschaft anerkannt, in der rationalistische Erklärungsansätze überwogen. Dies lag vor allem daran, dass staatliche Behörden und private Stiftungen sich von der noch jungen Sozialwissenschaft durch ihre behavioralistischen Tendenzen direkt verwertbare Erkenntnisse im Interesse der nationalen Sicherheit erhofften und daher finanziell förderten.

### Metatheoretische Debatten in den Internationalen Beziehungen
Kennzeichnend für die IB sind Theoriediskussionen metatheoretischer Art. Dabei reagieren die Internationalen Beziehungen primär auf politikwissenschaftliche Debatten in den Vereinigten Staaten. Zu unterscheiden sind drei metatheoretische Konfliktachsen der Internationalen Beziehungen:
1. Diskurs über die Ontologie zwischen einem realistischen und einem idealistischen (liberalen) Verständnis der internationalen Politik.
2. Diskurs über die Epistemologie der internationalen Beziehungen zwischen Naturalisten und Hermeneutikern.
3. Diskurs über die Sozialtheorie der internationalen Beziehungen sowie über Positivismus und Post-Positivismus zwischen Rationalisten und Konstruktivisten.

Darüber hinaus befinden sich in zunehmendem Maße internationale Zusammenarbeit und Verhalten jenseits der Nationalstaaten im Fokus des Forschungsinteresses; Nichtregierungsorganisationen (NGOs), internationale Organisationen und Staaten befinden sich demnach in einem Raum internationaler Kommunikation oder Interaktion. Die Inhalte der Disziplin lassen sich auf zwei verschiedene Arten untergliedern: Einmal nach den Interpretationsansätzen, die verwandt werden (Theorien), und zum anderen nach den behandelten Politikfeldern (Policies). In der Geschichte der IB gab es drei sogenannte „Große Debatten“, langandauernde Forschungsdiskussionen, die das Fach geprägt haben: in den 1940/50er Jahren die erste zwischen Idealismus und Realismus, in den 1960er Jahren zwischen Szientismus und Traditionalismus und seit den 1980er Jahren zwischen Postmodernismus und Positivismus. Die IB sind bisher sehr stark von der US-amerikanischen Politikwissenschaft behavioralistischer Ausrichtung geprägt.
Das Politikverständnis der IB ist mit Czempiel (2004) als die „autoritative Zuteilung von Werten in den Bereichen Sicherheit, Wohlfahrt und Herrschaft“ zu bezeichnen.

### Metatheoretische Modelle
In den Internationalen Beziehungen bestehen drei dominante metatheoretische Modelle. Die drei Metatheorien vertreten unterschiedliche Haltungen in Hinsicht auf die Frage, ob und wie eine Theorie die Empirie zu erklären hat und welchen Erklärungsanspruch eine Theorie besitzen sollte. Carl Böhret, Werner Jann, Eva Kronenwetter (1988) schlagen folgende Unterteilung vor:
1. Gruppe: normativ-ontologisch, hierbei werden bestimmte Werte und Normen innerhalb der Theorien einfach gesetzt und es gilt, diese „gute“ Ordnung herzustellen. Es werden also Soll-Aussagen oder auch Ideale für ein gesellschaftliches Zusammenleben innerhalb dieser Theorien formuliert, im Sinne, dass es objektive Wahrheiten gibt, die mithilfe von Wissenschaft zu erkennen sind.
2. Gruppe: empirisch-analytisch, Ziel ist es, die Zusammenhänge der empirisch wahrnehmbaren Wirklichkeit in Form von Gesetzesaussagen herauszufinden und zu formulieren. Gesellschaftliche Wirklichkeit wird hier vorausgesetzt, gilt indes immer als zugänglich und wahrnehmbar, man muss eben nur die „richtigen“ Methoden und Instrumente zur Verfügung haben. Absolute Wahrheiten indes kennt diese metatheoretische Perspektive nicht.
3. Gruppe: kritisch-dialektisch, gesellschaftliche Wirklichkeit wird hier eher als Produkt begriffen. Ferner sind es immer Formen von Dialektik, die den Fortschritt einer Gesellschaft bewirken. Dabei gilt, dass Gesellschaft durch Forschung in ihrer Gesamtheit zu erfassen ist.
Der Rationalismus ist hierbei dem empirisch-analytischen Politikverständnis zuzurechnen; der Konstruktivismus eher dem kritisch-dialektischen Verständnis.

## Inhalte der Internationalen Beziehungen
Kernbereich der IB ist die Beschäftigung mit Konflikten. Dabei stehen die Aspekte Konfliktparteien, Konfliktgegenstand, Konfliktumwelt, Positionsdifferenz und Konfliktaustrag zur Analyse an. Die verschiedenen Theorien der IB bieten jeweils unterschiedliche Analysekonzepte und Konfliktlösungsstrategien. Im deutschsprachigen Raum ist besonders das Konzept der Tübinger Schule (Rittberger, Hasenclever u. a.) bedeutsam, deren Konfliktanalyse einerseits auf einem prozessualen Politikbegriff beruht (Schwerpunkt: friedlicher Konfliktaustrag) und andererseits stark in der Friedensforschung verwurzelt ist.
Themen der internationalen Politik sind Außenpolitik, Diplomatie, Entwicklungspolitik, Friedensforschung, globale Umweltpolitik, Globalisierung, internationale Handelspolitik, internationale Nuklearpolitik, Konfliktforschung, Nahostkonflikt, Nord-Süd-Konflikt, Ost-West-Konflikt, Strategische Studien und Völkerrecht.

## Akteure in den Internationalen Beziehungen
1. Einzelpersonen
2. Staaten (international anerkannt)
3. internationale Organisationen und internationale Regimes. Internationale Organisationen werden auch als International Governmental Organisation (IGO) bezeichnet; Beispiele: UNO, OSZE, NATO, ehem. Warschauer Pakt
4. transnationale Unternehmen (Business International Non-Governmental Organisation, Abgekürzt „BINGO“), manchmal auch als multinationale Unternehmen bzw. Konzerne, „Multis“ oder TransNational Corporation (TNC) bezeichnet oder auch als Global Player
5. Gesellschaftliche transnationale Akteure und Netzwerke (International Non-Governmental Organisation, INGO oder vereinfacht mit NGO abgekürzt). Im deutschen Sprachraum oftmals auch mit NRO (Nichtregierungsorganisation) bezeichnet; Beispiele: Amnesty International, Attac, Greenpeace, Erklärung von Bern, Freedom House

Unterschiedliche Theorien internationaler Beziehungen akzeptieren allerdings nicht nötigerweise alle diese Akteursklassen als tatsächliche Akteure internationaler Beziehungen. So ist beispielsweise der Realismus stark auf Staaten als Handelnde fokussiert.

## Kritik der Internationalen Beziehungen
Unter anderem wegen der Staatsfixierung des politischen Realismus werden die vorherrschenden Paradigmen der internationalen Beziehungen auch kritisiert. Die Annahme einer zentralen Rolle des Staates steht dabei im Mittelpunkt der Kritik. Aus feministischer Perspektive wird etwa das im Malestream angewandte Sicherheitsverständnis abgelehnt: Dabei wird kritisiert, dass der – politisch wie wissenschaftlich – verwendete Sicherheitsbegriff sich auf ein staatsbezogenes Sicherheitsverständnis stützt. Feministische Forscher der internationalen Beziehungen betonen, dass dieser Sicherheitsbegriff etwa die Lebensrealität der meisten Frauen nicht adressiert. In der – in der englischen Debatte so genannten – Disziplin der Feminist International Relations (FIR) wurde daher eine teils radikal veränderte Methodologie angewandt: Die Hauptbegründerin dieser Disziplin, Cynthia Enloe (Enloe 1989), und seither viele andere adressieren nicht mehr die diplomatische Ebene politischer Akteure, sondern die Lebenswelt von Frauen in konkreten, lokalen Lebensräumen und als Bestandteil der internationalen Beziehungen. Damit kann beispielsweise das konkrete Sicherheitsbedürfnis von Frauen in ihren lokalen Realitäten unabhängig von (fragiler bis autoritärer) Staatlichkeit thematisiert werden. Im Zusammenhang mit diesen Ansätzen kann dementsprechend auch der hier häufig verwendete Terminus „Das Private ist international“ gesehen werden.

## Studium der Internationalen Beziehungen
Das Studium der internationalen Beziehungen hat vor allem im anglo-amerikanischen Raum eine lange Tradition. International bedeutende Hochschulen sind die School of International Service (SIS) der American University, die School of Advanced International Studies (SAIS) der Johns Hopkins University, die Georgetown University, die Columbia University, die Fletcher School of Law and Diplomacy, die London School of Economics und die University of St Andrews. Bei den amerikanischen Institutionen handelt es sich dabei oftmals um sogenannte Professional Schools oder Policy Schools für bereits Graduierte, die ihre Studenten gezielt praxisnah ausbilden wollen und dabei je nach Schule den Schwerpunkt auf andere Teilbereiche der IB (wie Ökonomie, Völkerrecht oder Politikwissenschaft) legen. Die beiden britischen Universitäten, London School of Economics und die University of St Andrews, bieten hingegen grundständige Studiengänge (Bachelor of Science bzw. Master of Arts) des Studiums der internationalen Beziehungen an. Diese Universitäten gehören auch zu den europaweit wenigen Institutionen, die über ein reines „Department“ bzw. „School“ der internationalen Beziehungen verfügen.
In Kontinentaleuropa sind das Institut Barcelona d’Estudis Internacionals (IBEI) in Barcelona, das Bologna Center der School of Advanced International Studies in Bologna, das Institut d’Etudes Politiques in Paris sowie das Genfer Hochschulinstitut für internationale Studien und Entwicklung (IHEID) als wichtige Studieneinrichtungen zu nennen. Generell ist eine deutliche Zunahme an Bildungsangeboten im Bereich der internationalen Beziehungen zu erkennen, die auf die hohe Popularität einer solchen interdisziplinären Ausbildung zurückzuführen ist.
Die Zeitschrift Foreign Policy (FP) veröffentlicht regelmäßig das einschlägige Ranking für Masterstudiengänge in den internationalen Beziehungen weltweit, das sogenannte Foreign Policy Ranking. Die weltweit führenden Schulen für internationale Beziehungen sind zudem in der Association of Professional Schools of International Affairs (APSIA) organisiert. Eine Mitgliedschaft in der Organisation, der renommierte Institutionen wie die Harvard University, die Yale University, die Princeton University oder die Columbia University angehören, stellt zugleich ein Qualitätssiegel für die jeweilige Schule dar, wie es auch bei Business Schools der Fall ist. Die Universität St. Gallen ist derzeit das einzige Mitglied der APSIA im deutschsprachigen Raum.
Eine Reihe von Hochschulen im deutschsprachigen Raum bieten spezielle Studiengänge in internationalen Beziehungen an. Hier sind neben der bereits erwähnten Universität St. Gallen vor allem die Freie Universität Berlin, die Humboldt-Universität zu Berlin und die Universität Potsdam mit einem gemeinsamen Masterstudiengang in Internationalen Beziehungen, die Technische Universität Dresden, die Universität Erfurt, die Universität Bremen, die private Constructor University in Bremen, Ostbayerische Technische Hochschule Regensburg, die Christian-Albrechts-Universität zu Kiel sowie die Hochschule Rhein-Waal in Kleve zu nennen.
Unabhängig von spezialisierten Studiengängen sind Internationale Beziehungen fester Bestandteil von jedem regulären Studium der Politikwissenschaft und je nach Hochschule auch als Studienschwerpunkt wählbar.

### Einführungen und Lehrbücher
- Hubert Zimmermann und Milena Elsinger: Grundlagen der Internationalen Beziehungen. Eine Einführung. Kohlhammer, Stuttgart 2019, ISBN 978-3-17-032397-1.
- Christiane Lemke: Internationale Beziehungen: Grundkonzepte, Theorien und Problemfelder. 4. Auflage. De Gruyter Oldenbourg, Berlin 2018, ISBN 978-3-11-058738-8.
- Xuewu Gu: Theorien der Internationalen Beziehungen. Einführung. 3., überarbeitete und erweiterte Auflage. De Gruyter Oldenbourg, Berlin 2018, ISBN 978-3-486-71595-8.
- Gert Krell und Peter Schlotter: Weltbilder und Weltordnung. Einführung in die Theorie der Internationalen Beziehungen. 5., überarbeitete und aktualisierte Auflage. Nomos, Baden-Baden 2018, ISBN 978-3-8487-4183-0.
- Anja Jetschke: Internationale Beziehungen. Eine Einführung. Narr Francke Attempto, Tübingen 2017, ISBN 978-3-8233-6744-4.
- Frank Schimmelfennig: Internationale Politik. 5., aktualisierte Auflage, Ferdinand Schöningh (utb), Paderborn 2017, ISBN 978-3-8252-4883-3.
- Bernhard Stahl: Internationale Politik verstehen. Eine Einführung. 3., aktualisierte Auflage, Verlag Barbara Budrich (utb), Opladen 2020, ISBN 978-3-8252-8768-9.
- Günther Auth: Theorien der internationalen Beziehungen kompakt. Die wichtigsten Theorien auf einen Blick. 2., aktualisierte und erweiterte Auflage, De Gruyter Oldenbourg, Berlin/München/Boston 2015, ISBN 978-3-486-71400-5.
- Christian Tuschhoff: Internationale Beziehungen. UVK Verlagsgesellschaft (utb), Konstanz 2015, ISBN 978-3-8252-4335-7.
- Susanne Feske, Erik Antonczyk und Simon Oerding (Hrsg.): Einführung in die Internationalen Beziehungen: Ein Lehrbuch. Barbara Budrich, Opladen/Berlin/Toronto 2014, ISBN 978-3-86649-257-8.
- Michael Staack (Hrsg.): Einführung in die internationale Politik. Studienbuch. 5., vollständig überarbeitete Auflage, Oldenbourg. München 2012, ISBN 978-3-486-59117-0.
- Siegfried Schieder, Manuela Spindler (Hrsg.): Theorien der Internationalen Beziehungen. 4., überarbeitete Auflage,  UTB, Leverkusen 2015, ISBN 978-3-8252-4486-6.
- Jürgen Hartmann: Internationale Beziehungen. 2., aktualisierte und überarbeitete Auflage. VS Verlag, Wiesbaden 2009, ISBN 978-3-531-16689-6.
- Manfred Knapp, Gert Krell (Hrsg.): Einführung in die internationale Politik. Studienbuch. 4., überarbeitete und erweiterte Auflage. Oldenbourg, München/Wien 2004, ISBN 3-486-25968-7.
- Peter Filzmaier u. a.: Internationale Politik. Eine Einführung. WUV, Wien 2006, ISBN 3-8252-2733-2.
- Ulrich Menzel: Zwischen Idealismus und Realismus. Die Lehre von den internationalen Beziehungen. Suhrkamp, Frankfurt am Main 2001, ISBN 3-518-12224-X.

### Handbücher
- Carlo Masala und Frank Sauer (Hrsg.): Handbuch internationale Beziehungen. 2. Auflage,  Springer-VS, Wiesbaden 2017, ISBN 978-3-531-19917-7.
- Wichard Woyke und Johannes Varwick (Hrsg.): Handwörterbuch Internationale Politik. 13., vollständig überarbeitete und aktualisierte Auflage, Barbara Budrich (utb), Opladen/Toronto 2015, ISBN 978-3-8252-4518-4.

## Zeitschrift(en)
Mit der The International History Review gibt es seit 1979 eine historische Fachzeitschrift speziell zur Geschichte der internationalen Beziehungen.